# لی سون-اوکی (بازیکن والیبال)
لی سون-اوکی (انگلیسی: Lee Soon-ok؛ زادهٔ ۲۸ سپتامبر ۱۹۵۵) بازیکن والیبال اهل کره جنوبی است.